# Karl-Theodor Molinari
Pour les articles homonymes, voir Molinari.
Karl-Theodor Molinari (né le 7 février 1915 à Bonn, mort le 11 décembre 1993 à Dortmund) était un officier de la Wehrmacht, puis de la Bundeswehr. Il a démissionné en 1970 avec le grade de major-général après avoir été accusé d’être impliqué dans le supplice et l’exécution de 105 résistants français du maquis des Manises, le 12 et 13 juin 1944. C'était aussi un homme politique allemand, représentant de l'Union chrétienne-démocrate d'Allemagne (CDU) dans les années d’après-guerre.

## Biographie

### L'officier de la Wehrmacht
Karl-Theodor Molinari commence sa carrière militaire dans les forces blindés, les Panzerdivisions, de la Wehrmacht. Il reçoit dès 1939 la Croix de fer de 2e classe. En 1944, il a 29 ans, est désormais Croix de fer de 1re classe, et commande le premier escadron du Panzer-Regiment 36. Depuis avril 1944, sa troupe revenue temporairement de Russie stationne à  Vivier-au-Court, en Ardennes. Le 24 mai 1944, deux maquisards belges sont tués au château de Vivier-au-Court, que son unité occupe. En juin de la même année, le responsable de la Kommandantur de Charleville, le colonel Grabowski, lui ordonne de participer à une opération, avec d'autres forces allemandes, contre un maquis à proximité de Revin. À la suite du débarquement en Normandie, de nombreux jeunes de Revin et des alentours, réfractaires au STO, ont rejoint ce maquis. Botho Grabowski, informé par ses services, de la présence de ces résistants et de leur effectif croissant, décide de mettre fin à cette implantation,. L'opération allemande est menée les 12 et 13 juin. 106 maquisards, en grande partie parmi les moins expérimentés, sont faits prisonniers, malmenés, suppliciés, et finalement exécutés et jetés dans une fosse commune. Le 18 juin 1944, son unité participe à l’encerclement du maquis de Banel, animé par Adelin Husson. Des résistants, capturé, y sont à nouveau torturés et exécutés,. Le Panzer-Regiment 36 quitte peu de temps après les Ardennes françaises pour rejoindre à nouveau le front de l'Est. Le 3 novembre 1944, Karl-Theodor Molinari est décoré de la Croix de chevalier de la Croix de fer, troisième grade de la Croix de fer. À quelques mois de la fin de la Seconde Guerre mondiale, il est devenu Oberstleutnant (lieutenant-colonel), et est à la tête du premier bataillon du Panzer-Regiment 36 (I./PzRgt 36).
Un an après, le 13 juin 1945, une commémoration a lieu à Revin, et le maire, Camille Titeux, s'étonne que le massacre soit resté impuni. Le 28 juin 1948, le président de la République française, Vincent Auriol, et son ministre des Anciens combattants, François Mitterrand, inaugurent un monument aux 106 fusillés du maquis des Manises. Et le 11 avril 1951, un procès se tient au tribunal militaire de Metz, condamnant à mort par contumace le colonel Grabowski et le major Molinari, pour avoir dirigé, en juin 1944, l'exécution de ces 106 résistants français du maquis ardennais des Manises. Les deux officiers allemands n'ont pu être arrêtés, se trouvant, selon la presse, en zone d'occupation britannique en Allemagne,,.

### L'homme politique
À la fin de la guerre de 1939-1945, la Wehrmacht est dissoute. Karl-Theodor Molinari reprend la direction de la scierie familiale, à Mechernich, dans l'Eifel, cette région naturelle allemande adjacente à l'Ardenne, à proximité de la Belgique et du Luxembourg. Cette région est alors comprise dans la zone d'occupation britannique. Le 5 avril 1951, le chancelier de la République fédérale allemande, Konrad Adenauer, disculpe totalement la Wehrmacht, dans une allocution au Bundestag, des crimes effectués par les nazis, pendant la guerre. L'année suivante, en 1952, Karl-Theodor Molinari devient le représentant régional de l'Union chrétienne-démocrate d'Allemagne (CDU), qui est le parti d'Adenauer et, dès cette époque, le parti dominant en Allemagne. La même année, il est nommé administrateur de l'arrondissement de Schleiden. En janvier 1956, il quitte son activité civile pour reprendre une carrière militaire, une nouvelle armée allemande, la Bundeswehr, étant en cours de création.

### L'officier supérieur de la Bundeswehr
Il redevient lieutenant-colonel, un grade qui lui fait échapper à une commission chargée d'examiner le passé des candidats issus de l'ancienne Wehrmacht et qui n'était systématique qu'à partir du rang de colonel. Il se voit confier le commandement du bataillon d'instruction des blindés de Munsterlager, un camp militaire et une zone d'entrainement dans la lande de Lunebourg en Basse-Saxe, situé à proximité de la base militaire de Bergen, une base utilisée par les Britanniques et par l'OTAN. Il acquiert rapidement un rôle national au sein de la nouvelle armée en fondant le 14 juillet 1956 la Deutscher Bundeswehrverband (l'Association des forces armées fédérales allemandes), une association professionnelle regroupant une grande partie des soldats allemands, qui devient vite très influente auprès de la hiérarchie et des politiques, 65 % des militaires allemands y adhérant,.
En février 1957, une enquête discrète est effectuée par le ministère fédéral allemand de la Défense auprès des services alliés (dont les services français), sur ses antécédents. Ces services répondent, étonnamment pour la partie française, que Karl-Theodor Molinari n'est mentionné sur aucune liste de criminels de guerre,. Le dernier obstacle à son ascension est levé. Entre 1957 et 1960, il se rend d'ailleurs officiellement à plusieurs reprises en France. Il représente en particulier l'Allemagne dans les négociations sur un projet, au départ commun aux deux pays, de char, le char Leopard. Le contexte entre les deux pays est an effet à la réconciliation franco-allemande, impulsée au plus haut niveau par le président Charles de Gaulle et le chancelier Konrad Adenauer. Karl-Theodor Molinari n'est nullement inquiété,.
En 1960, il est nommé colonel et prend le commandement de la 14e Brigade blindée allemande, à Coblence. Il reçoit d'ailleurs à Coblence la visite de Willy Brandt, candidat social-démocrate à la Chancellerie fédérale. En Juillet 1963, il devient général de brigade et devient directeur adjoint dans le département du personnel du ministère de la Défense à Bonn. En 1966, il est promu général de division, à la tête de la 7e division de Dragons, à Unna. Puis, le 1er octobre 1969, continuant à monter en grade, il devient gouverneur militaire de la IVe région allemande, englobant la Hesse, la Rhénanie-Palatinat et la Sarre, soit le quart de la République fédérale allemande. Mais depuis août de la même année, le hasard déclenche, depuis les Ardennes, de nouvelles investigations à son sujet.

### Rattrapé par son passé
Marcel Noiret, secrétaire de mairie de Vivier-au-Court, militant communiste et ancien résistant, qui avait suivi en 1951 le jugement du tribunal militaire de Metz, retrouve inopinément en août 1969 la trace de Karl-Theodor Molinari au cours d'un voyage à Tambach-Dietharz, ville de l'Allemagne de l'Est jumelée à la commune ardennaise : en discutant avec ses hôtes est-allemands de l'invasion de la Tchécoslovaquie par les armées du Pacte de Varsovie en 1968, et alors que les avis divergent, les édiles de Tambach-Dietharz argumentent sur une soi-disant contre-révolution tchèque menée par des officiers ouest-allemands et brandissent un Livre brun édité en R.D.A. contenant un répertoire des anciens chefs de l'armée hitlérienne ayant repris du service en RFA. Marcel Noiret le feuillette et trouve parmi les noms Karl-Theodor Molinari, avec la mention de son régiment en 1945 (ce qui lève les doutes d'homonymie) et de ses fonctions en 1966. Dès son retour en France, le secrétaire de mairie de cette petite commune ardennaise alerte les autorités départementales et nationales, fait voter une motion par son conseil municipal pour obtenir du président de la République une demande d'extradition et crée un comité  de 60 autres anciens résistants français et belges,.
Les presses française et allemande relatent ces demandes d'anciens résistants. Des journalistes allemands se rendent dans les Ardennes. Deux députés des Ardennes écrivent au ministre des Affaires étrangères : un député PS, André Lebon, et un député UDR, membre de la majorité présidentielle, et ancien résistant, Jacques Sourdille. Le contexte politique bouge: Georges Pompidou a succédé en France au général de Gaulle, mais surtout, en RFA, le pouvoir vient de basculer de la CDU/CSU au SPD, faisant perdre probablement quelques appuis au plus haut niveau de l’État fédéral à Karl-Theodor Molinari. La justice allemande, le parquet de Hamm, demande communication du dossier de Metz. Karl-Theodor est contraint de s'expliquer publiquement. Il reconnait sa participation à la capture de maquisards, mais précise que le capitaine Arendt, qui était placé sous ses ordres et qui a commandé le peloton d’exécution, n'avait pour mission que d'en assurer la surveillance et le transfert dans un camp. « De ma vie je n'ai exécuté ou fait exécuter personne » affirme-t-il, faisant mine d'ignorer aussi qu'Hitler avait donné l'ordre dès octobre 1942 d'abattre systématiquement les partisans,.
Le 17 juillet 1970, le parquet de Hamm arrête les poursuites engagées contre Karl-Theodor Molinari. L'avocat général, Erich Heimeshoff, indique à la presse,à propos de l'exécution de 106 résistants dans les collines en hauteur de Revin, que « selon les résultats auxquels nous sommes parvenus, il n'existe pas de preuve contre le général Molinari ». Sur d'autres faits, l'exécution de deux résistants belges, la destruction d'un village belge et une menace de mort contre une Française, le même avocat général considère qu'il y a prescription. L'enquête est suspendue sans aboutir à un nouveau procès. Il n'y a ni confirmation de la condamnation par contumace de 1951 en France, ni réhabilitation.
Peu de temps après, Karl-Theodor Molinari, âgé de cinquante-cinq ans, sollicite (de lui-même, selon la version officielle), sa mise à la retraite anticipée, pour que cette affaire ne puisse gêner la coopération franco-allemande. Le ministre fédéral allemand de la Défense, Helmut Schmidt, accepte cette demande. Il quitte l'armée allemande avec le grade de major-général : le 29 septembre 1970, il fait ses adieux officiels à Mayence, en présence de l'inspecteur général des Armées fédérales, qui dénonce la campagne dont il fait l'objet, et d'Helmut Kohl, ministre-président de la Rhénanie-Palatinat et président du groupe CDU à l'assemblée fédérale allemande. Par contre, le représentant régional de la confédération allemande des syndicats n'a pas souhaité être présent, et une manifestation hostile à Karl-Theodor Molinari se tient à quelques centaines de mètres du bâtiment.
Il s'installe pour sa retraite à Herdecke. Il meurt en décembre 1993.

## Le cas Molinari débattu à l'Assemblée nationale française
Le cas de Karl-Theodor Molinari est évoqué à deux reprises au sein de l'hémicycle, dans des questions au gouvernement. Le 5 décembre 1969, le secrétaire d'État aux Affaires étrangères Jean de Lipkowski répond à une question de Marie-Claude Vaillant-Couturier sur les délais de prescription des crimes de guerre et sur l'impunité dont bénéficient en RFA les généraux Molinari et Lammerding,. Le 20 novembre 1970, le même secrétaire d'État Jean de Lipkowski répond à une question de Pierre Villon, échange auquel participe Jacques Sourdille autorisé à intervenir par le membre du gouvernement,.
Jean de Lipkowski indique dans sa réponse de novembre 1970 que le procureur allemand a suspendu les poursuites contre Karl-Theodor Molinari « en vertu de considérations dont je [Jean de Lipkowski] lui laisse l'entière responsabilité et qui ne sont pas les nôtres. Il s'est aussi réfugié derrière des arguments juridiques ». L'échange entre les députés et le gouvernement met en exergue des négociations menées depuis août 1968 avec la RFA, grâce au ministre fédéral allemand de la justice de l'époque, Gustav Heinemann, sur les délais de prescription des crimes de guerre, sur les compétences judiciaires de chaque pays et sur les possibilités d'extradition.
Face à la volonté réaffirmée en novembre 1970 par le député ardennais Jacques Sourdille « d'écarter des postes de responsabilité des gens avec lesquels nous refuserons toujours de composer », volonté qui semble partagée par l'ensemble des intervenants dans ce débat au sein de l'hémicycle français, s'oppose en Allemagne la volonté de redresser rapidement le pays en faisant le choix à la fois d'une certaine continuité des hommes au sein des élites judiciaires, administratives, économiques, militaires, et autres, et d'une rupture vers la démocratie, écartant l'idéologie nazie. Ces questions, qui pèsent dans la réconciliation franco-allemande à la fin des années 1960, 25 ans après la fin de la Seconde Guerre mondiale, se posent aussi en France avec le régime de Vichy, ou en Espagne, à la fin des années 1970, avec la fin du franquisme, et dans bien d'autres pays et contextes.

## Fondation Karl-Theodor-Molinari-Stiftung (KTMS)
Le patronyme de Karl-Theodor Molinari est également pérennisé par la création en 1988 d'une fondation qui adopte son nom, peu de temps avant sa mort, en hommage, cette fois, au créateur de la Deutscher Bundeswehrverband (DBwV), l'Association des forces armées fédérales allemandes. Cette fondation regroupe les actions de la DBwV dans le domaine de l'éducation, de la citoyenneté et de la défense. Elle propose en particulier des séminaires et des conférences sur des thèmes tels que :
- Société / État / Politique / relations internationales,
- Politique sociale,
- Carrière au sein de la Bundeswehr,
- Politique de sécurité,
- Échanges internationaux de jeunes.

Indépendamment de son activité, sa dénomination fait débat en France,,.